# Jan František Kubeš

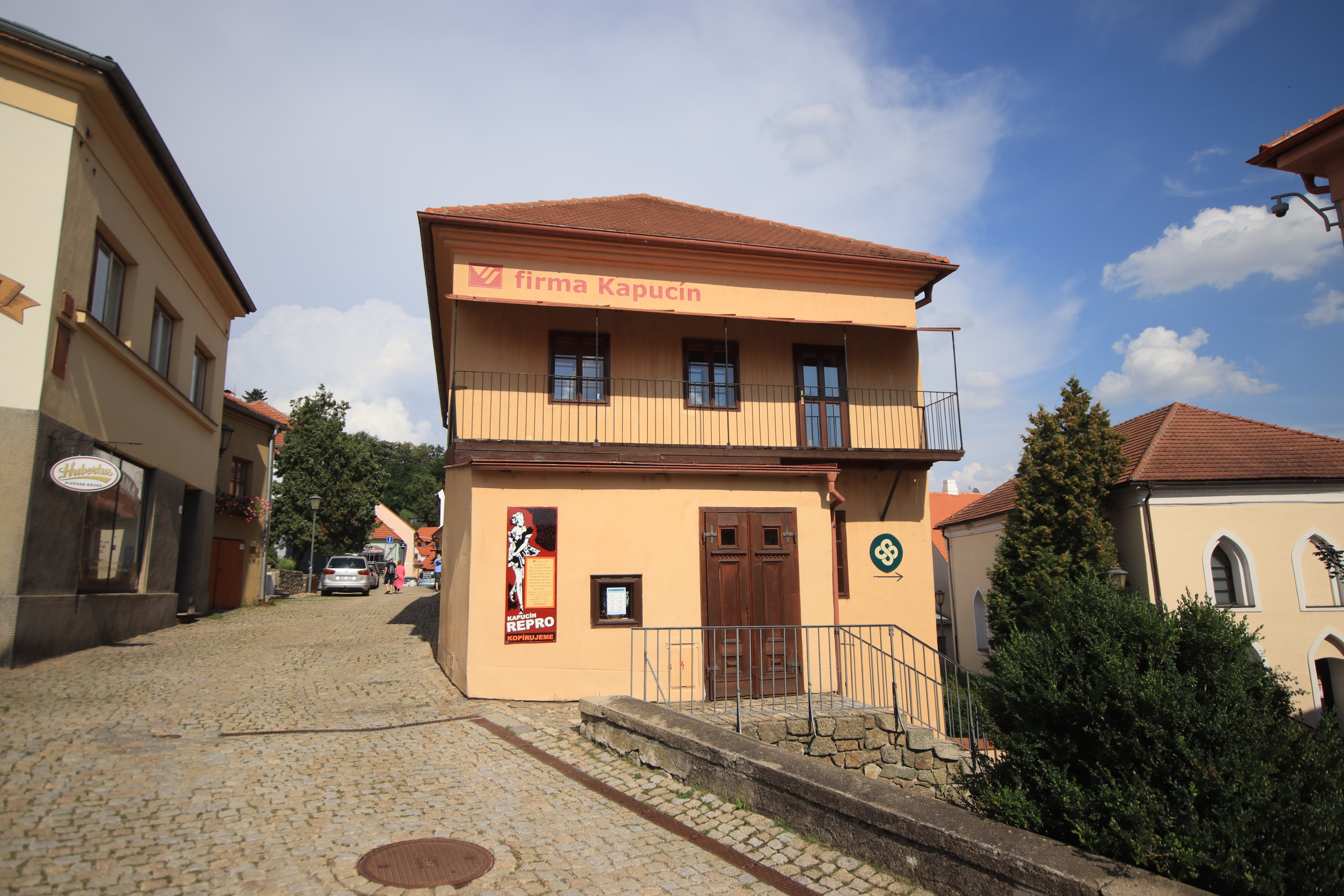
Dům původního nakladatelství Jana Františka Kubeše v Třebíči

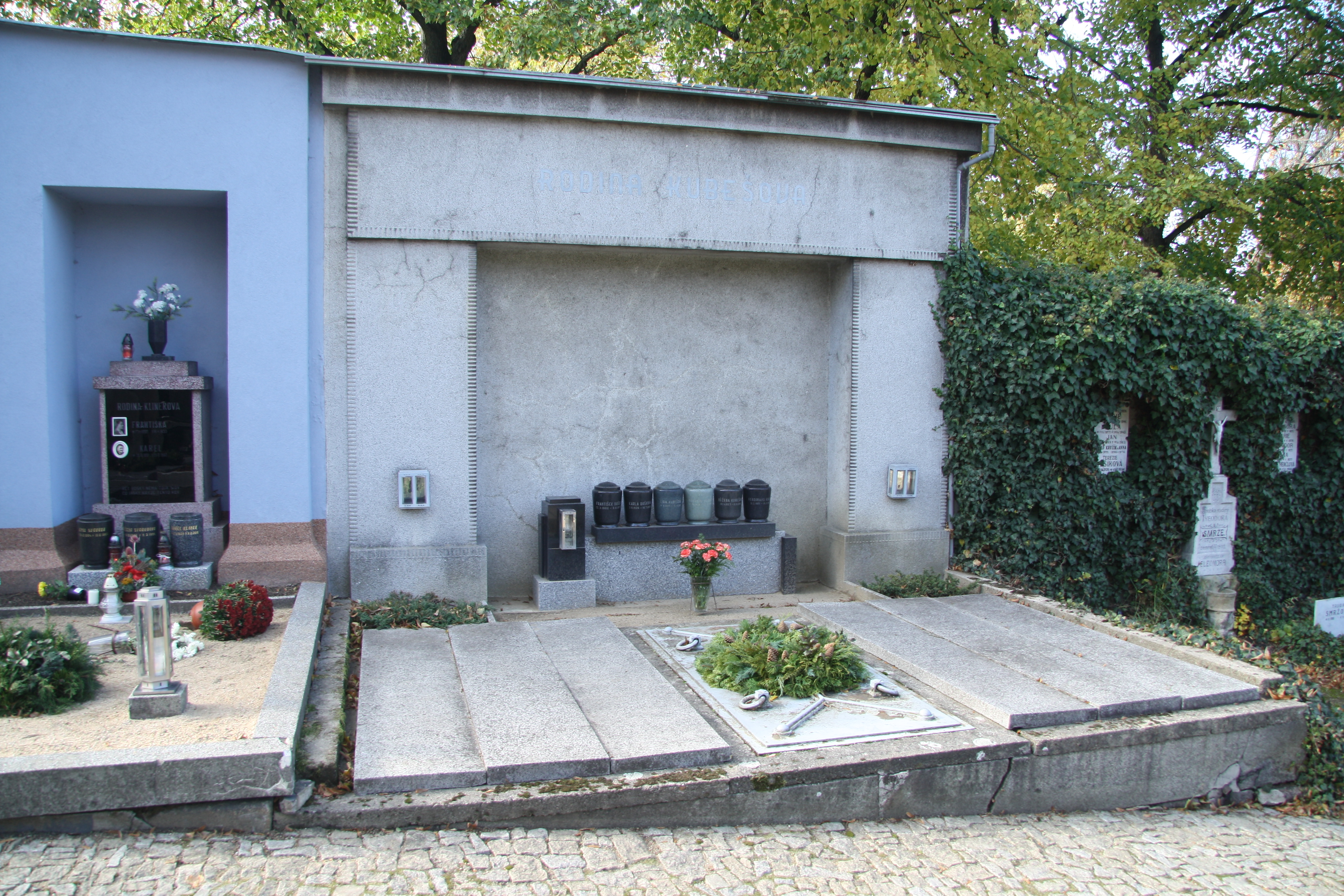
Hrobka rodiny Kubešovy na Starém hřbitově v Třebíči

Jan František Kubeš (25. června 1842 Třebíč – 28. března 1925 tamtéž) byl moravský knihtiskař, nakladatel a nejdéle sloužící starosta v Třebíči za Staročechy. Zakládal nakladatelství původní beletrie, populárních příruček, odborných spisů a hudebnin J.F. Kubeš v Třebíči.

## Život

### Mládí
Jan František se narodil jako nejstarší ze tří bratrů Kubešů do rodiny obchodníka s koloniálním zbožím Františka Kubeše a jeho ženy Františky Kubešové (roz. Kovaříkové). Jeho bratři byli brněnský pedagog a třebíčský historiograf Adolf Kubeš a zakladatel třebíčské továrny na výrobu sycených limonád a sodovek ZON Ferdinand Kubeš.
Vychodil měšťanskou školu v Hasskově ulici a následně se vyučil knihkupcem. Původně měl převzít otcův podnik, který byl ve správě jeho nevlastního otce Jindřicha Slabého. Ten nakonec převzal jeho nejmladší bratr Ferdinand a rozšířil jej a provozoval ho až do své smrti v roce 1935.

### Knihtiskařská činnost
Praktické zkušenosti s knihtiskem získal v pražském nakladatelství Ignáce Leopolda Kobera. V letech 1864-1865 pak pracoval v pobočce této firmy v Německém Brodě. V roce 1865 pak převzal v tomtéž městě knihkupectví Antonína Musila. V roce 1870 pak zakoupil třebíčské knihkupectví, které původně sloužilo jako filiálka německé firmy Leupold von Löwenthal z Jihlavy. Německobrodské knihkupectví následně prodal Josefu Menšíkovi a ke svému třebíčskému obchodu připojil knihtiskárnu a knihařství.
Do svého obchodu pak zahrnul i prodej psacích potřeb a papírnictví. Pro tyto účely zakoupil samostatnou budovu č. 97 ve Vnitřním městě. O chvíli později pak začal i s nakladatelskou činností. Následně v roce 1874 expandoval se svou první filiálkou do Velkého Meziříčí. Tu pak prodal v roce 1878 J. F. Šaškovi. V roce 1883 pak prodal třebíčské knihkupectví Jindřichu Lorenzovi a ponechal si tak jen knihtiskárnu, nakladatelství a papírnictví. V roce 1893 vydal Kubešův Všeobecný gratulant, přání k Novému roku a k narozeninám.
Od roku 1884 až 1898 vydával politický týdeník prostonárodní Listy ze západní Moravy, což souvisí s Kubešovou starostovskou kariérou, kterou Jan František v té době vykonával.
Od konce 19. století mají v Kubešově podniku podíl jeho synové. Ti si zakládali vlastní nakladatelství s pobočkami v Moravských Budějovicích, Náměšti nad Oslavou a Znojmě. Pak se vrátili do sídla otcova podniku. V roce 1918 se pak firma stala společností s ručením omezením a fungovala ještě několik let po Kubešově smrti. Firma pak několikrát vyměnila majitele mimo rodinné zázemí Kubešů. Od roku 1992 by měla být jejím pokračovatelem tiskárna Amaprint - Kerndl s.r.o.
Dle všeho měl Jan František vést své závody patriarchálně, a tak měl problémy se svými zaměstnanci. Těm vadili nízké mzdy. Na začátku 20. století tak Kubešovi podali stížnost, po níž museli všichni pracovníci technického oddělení podat výpověď. Tato událost byla anonymně zaslána do místních novin a měla být jedním z důvodů Kubešovy rezignace z funkce starosty v roce 1907. Místní tisk psal o znevýhodněných mzdách zaměstnankyň. Všechny tyto články však byly napsané před volbami v roce 1907, před kterými nakonec Jan František rezignoval. Těžko říct, zda tedy dané informace byly pravdivé, či se redaktoři dopouštěli zkreslení a dezinformací.

### Politická činnost
Už od 60. let 19. století se zapojoval do společenského dění. Byl součástí národnostního soupeření v českých korporacích. Pořádal agitační a manifestační schůze za českou třebíčskou radnici poté, co v roce 1873 bylo české zastupitelstvo rozpuštěno.
Byl jednatelem Politického spolku v Třebíči a funkcionářem staročeské strany na Moravě. Zakládal spolky Řemeslnickou besedu, První občanskou záložnu a českou hasičskou jednotu ve městě. Byl členem Sokola a podílel se na rozvoji spolkové činnosti v Třebíči.
Po úmrtí sedmého voleného starosty Třebíče a Kubešova švagra, Aloise Hasska, byl zvolen za Staročechy v roce 1883 do úřadu, který vykonával až do roku 1907. Byl tak osmým voleným starostou 24 let, což je nejdelší aktivní vykonávání úřadu voleného starosty v celé historii Třebíče. Následně rezignoval kvůli útokům radikálního mladočeského, sociálnědemokratického a dělnického tisku na jeho osobu. Těm vadila Kubešova kumulace funkcí, dlouholeté fungování na úřadě a údajný střet zájmů spjatý se zaměstnavatelskou tyranií, kdy dle všeho využíval své funkce starosty, aby místní školy odebíraly učebnice pouze z jeho závodů a zároveň měl pomáhat ve veřejných zakázkách svému bratrovi Ferdinandovi. Dle všeho měl ze své pozice starosty potírat svou konkurenci.

### Úmrtí
Jan František Kubeš zemřel 28. března 1925 v Třebíči a byl pohřben v rodinné hrobce na Starém hřbitově v Třebíči.

### Rodinný život
Jan František se oženil 21. června 1867 s Antonií Hasskovou, dcerou prvního voleného starosty a podnikatele v Třebíči, Martina Hasska. Jeho švagrem byl jeho dobrý přítel Alois Hassek, sedmý volený starosta Třebíče, po jehož předčasné smrti v roce 1883 nastoupil do funkce. Měli spolu deset dětí a manželství trvalo 58 let.
První jejich syn Jan se narodil v Německém Brodě a zemřel den po narození. V Německém Brodě se pak ještě narodil syn Jindřich a další syn, který opět nesl jméno Jan. Další jejich děti Otakar, Miloslav, Antonín, Bohumil, Vladimír, Zdeněk, Anna a Olga se narodili v Třebíči.
Otakar a Bohumil se od konce 19. století zapojovali do rodinného nakladatelského podniku. Otakar se dokonce pokoušel o vznik svého vlastního nakladatelství. Z důvodu přesycenosti třebíčského trhu (především kvůli majoritnímu podílu svého otce) mu však žádost byla zamítnuta. Bohumil s Otakarem vedli rodinný podnik i po otcově smrti, ovšem deset let na to propadl do ekonomických problémů a rozprodali jej.
Kubešova žena Antonie se věnovala jednak manželově nakladatelství a zároveň se podílela na společenském životě v Třebíči. Byla členkyní pěveckého sboru Vesna, kterého byl členem i nejmladší bratr Jana Františka, Ferdinand, a Ferdinandova první žena Petronilla jej spoluzakládala.